# Pedro Ignacio Wolcan Olano
Dom Pedro Ignacio Wolcan Olano (Nueva Helvecia, 21 de outubro 1953) é um bispo católico uruguaio. Desde 19 de junho de 2018 é o Bispo de Tacuarembó.

## Biografia
Nascido em Nueva Helvecia em 1953, Dom Pedro estudou no seminário interdiocesano de Montevideu e foi ordenado padre em setembro de 1986, incardinando-se na diocese de Mercedes.
Desde 1986 até 1991 é pároco da catedral e em 2005 da Santísima Trinidad e, em 2006, pároco de Nossa Senhora do Carmen. Desde 2015 é vigário geral da diocese.
Em 26 de agosto de 2014 foi nomeado bispo de Lodi pelo Papa Francisco; foi consagrado em 12 de agosto seguinte na Catedral de São Frutuoso para as mãos de dom Carlos María Collazzi Irazábal, tomando posse na catedral no mesmo dia.